# Goelripsji (district)
Goelripsji (Abchazisch: Гәылрыԥшь араион, Gwylrypsj araion; Georgisch: გულრიფშის რაიონი, Goelripsjis raioni; Russisch: Гулрыпшский район, Goelrypsjski rajon) is een district in het noordwesten van Georgië, gelegen in de feitelijk afgescheiden autonome republiek Abchazië. Het district heeft een oppervlakte van 1.887 km² en kent 17.689 inwoners (2022). Het bestuurlijk centrum is de stad Goelripsji.

## Georgische en Abchazische interpretatie

Het district Goelripsji volgens de Abchazische autoriteiten

In 2006 werd door de Georgische autoriteiten in het noorden van Abchazië, rond de Kodorivallei, de gemeente Azjara (Boven-Abchazië) opgericht. Het noorden van de districten Goelripsji en Otsjamtsjire werd aan deze gemeente toegewezen. De Abchazische autoriteiten hielden vast aan de oorspronkelijke bestuurlijke indeling.

## Demografie
Op 1 januari 2022 telde het district Goelripsji 17.689 inwoners, een daling van 1,9% ten opzichte van de volkstelling van 2011. In de jaren 1990 nam de bevolking van het district sterk af door het Georgisch-Abchazisch conflict en het uiteenvallen van de Sovjet-Unie.
| District Goelripsji | - | - | - | 51.706 | 50.767 | 54.962 | 17.962 | 18.032 | 17.689 |  |  |  |  |  |
| |   |   |   |        |        |        |        |        |        |  |  |  |  |  |
| Goelripsji | - | - | - | 3.363  | 9.487  | 11.802 | 3.575  | 3.910  | 3.797  |  |  |  |  |  |
| Verantwoording data: 1926-1989, volkstellingen 2003 en 2011, jaaropgave 1 januari 2022. Noot: De Abchazische cijfers vanaf 1994 worden niet erkend door Georgië. |   |   |   |        |        |        |        |        |        |  |  |  |  |  |

### Etniciteit
Anno 2022 bestond de bevolking van Goelripsji voor bijna de helft uit Armeniërs (46,8%), gevolgd door Abchaziërs (33,6%), Russen (11,3%) en Georgiërs (4,4%). Goelripsji kende vanaf de oprichting van het district een Georgische meerderheid. Tijdens het uiteenvallen van de Sovjet-Unie emigreerden veel Russen en door het Georgisch-Abchazisch conflict en de etnische zuiveringen als gevolg daarvan decimeerde de Georgische gemeenschap.
| Abchaziërs                                                                 | 1,2%  | 1,6%  | 2,4%  | 27,2% | 33,6% | 33,6% |
| Armeniërs                                                                  | 26,8% | 26,3% | 25,3% | 52,2% | 46,8% | 46,8% |
| Georgiërs                                                                  | 50,3% | 51,5% | 52,8% | 4,5%  | 4,6%  | 4,4%  |
| Russen                                                                     | 15,8% | 15,2% | 13,9% | 13,3% | 11,4% | 11,3% |
| Verantwoording data: Ethno Kavkaz, Abchazisch Staatscomité voor Statistiek |       |       |       |       |       |       |

## Administratieve onderverdeling
Het district Goelripsji is administratief onderverdeeld in 11 dorpsbesturen (Администрации сел, Administratsii sel) met in totaal 90 nederzettingen. Er is een 'nederzetting met stedelijk karakter' (Поселки городского типа, het bestuurlijk centrum Goelripsji. Dorpen in Goelripsji zijn onder andere Sakeni en Tsjchalta, beiden gelegen in de Kodorivallei en voor de Georgische wet behorend tot de gemeente Azjara.

## Vervoer
De belangrijkste doorgaande weg door het district is de Georgische S1 / E97, de belangrijkste hoofdroute in Georgië en door Abchazië. De weg verbindt Goelripsji met de belangrijkste plaatsen van Abchazië, via hoofdstad Soechoemi, Goedaoeta en Gagra naar de grensovergang van Abchazië met Rusland. In zuidoostelijke richting gaat de weg via Otsjamtsjire en Gali over de Engoeri naar Zoegdidi in centraal bestuurd Georgië.
De belangrijkste regionale weg door de gemeente is de nationale route Sh10, die vanaf Goelripsji naar de Kodorivallei voert.